# M Киля
О звезде m Киля см. HD 83944

M Киля (M Car) — звезда в созвездии Киля. Это белый гигант спектрального класса А, удалён от Земли на 304 световых года и имеет видимую звёздную величину +5.15. Звезда на территории России не наблюдается.